# Историјски развој когнитивне психологије
Почетке испитивања когнитивних процеса могуће је временски лоцирати у неколико периода, у зависности од тога на који начин се одређује предмет и методе испитивања. Когнитивна психологија у данашњем облику настаје средином педесетих година 20. века, али је емпиријско испитивање когнитивних процеса започело доста раније, када је психологија кренула да се развија, у другој половини 19. века. Питања везана за когнитивну психологију су разматрана и у оквиру филозофије од њених почетака, да би од 17. века постала централни проблем филозофских разматрања. Питања о природи људског сазнања и о начинима на које људи сазнају о свету се од самог настанка филозофије бави гносеологија, као засебна филозофска дисциплина. Главна питања су да ли се информације стичу, или постоје и нека знања која су урођена.

## Сумња у веродостојност чулних података
Сумња у веродостојност чулних података, тачније, у могућност сазнања које би било засновано искључиво на чулним подацима, проистиче из следећих аргумената:
- понекад постоје разлике између објективних својстава објекта и перцепта (феномен илузија)
- осетљивост људских чула је ограничена
- између чулног податка и перцепта не постоји однос еквиваленције

Што се тиче првог аргумента, постоје случајеви када чула не дају веродостојну информацију о спољашњем свету. Такви случајеви се називају илузије. Овај феномен може најлакше да се демонстрира у оквиру визуелног опажања где постоје многобројни примери разлике између физичких својстава стимулуса и онога шта се опажа. Чињеница да постоји разлика између објективних својстава стимулуса и перцепта указује на то да подаци који се добију од чула нису увек веродостојни.
Када је реч о осетљивости чула, истина је да људска чула не могу да региструју целокупно енергетско варирање у природи. На пример, осетљивост људског аудитивног апарата је ограничена на опсег од 16 до 20,000 херца. Људски визуелни апарат није у могућности да региструје ултраљубичасти и инфрацрвени део спектра, а мирисна осетљивост је скромна у поређењу са оном од неких животињских врста. Људским чулима су доступни само сегменти спектра енергетских варирања, ван тих сегмената промене у природи нису доступне чулима.
У случају визуелне перцепције се уочава разлика између онога што човек види и онога што опажа. Посматрајући пројектовану слику на мрежњачи, уочава да је она изврнута, дисторзована услед конкавности мрежњаче (унутрашње стране ока) и да је дводимензионална. Поставља се питање како је дошло до разлике између слике на мрежњачи и перцепта. Одговор на ово питање је изведен из претпоставке да је над подацима које човек добија извршена трансформација у оквиру менталног домена (нервног система и когнитивног система).

## Емпиризам насупрот рационализму
У зависности од својих опредељења, филозофи су узимали различита становишта о пореклу и природи знања. У историји филозофије доминирају два правца када је реч о овом проблему, а то су емпиризам и рационализам. Емпиристички приступ полази од тога да је човек рођен као табула раза, да је његово знање о свету стечено искључиво искуством. Најзначанији представници емпиризма били су Џон Лок, Дејвид Хјум и Џорџ Баркли. Насупрот емпиризму, рационалисти су сматрали да је основа знања разум. Иако не негирају значај искуства, рационалисти указују на то да се људско знање заснива на урођеним идејама које су својство ума. Међу најистакнутијим рационалистима били су Рене Декарт, Барух Спиноза и Готфрид Лајбниц.

### Рационализам Ренеа Декарта
Своје идеје о могућностима сазнања и природи знања, Декарт је изложио у студији под насловом Медитације о првој филозофији, објављеној 1641. године. Ову студију Декарт започиње разматрањем веродостојности чулних података и закључује да ову врсту податка човек не може сматрати поузданом. Декарт говори да је оно шот је на основу чулних података извесно, може бити илузија. Постоје, међутим, карактеристике објеката које нису илузија, као што су количина, место, време и број, као и неке математичке истине које се односе на објекте.  
Под појмом идеја, Декарт подразумева све оно што је садржај човековог ума, разликујући при том идеје које се добијају посредством чула, урођене идеје и идеје које настају комбинацијом идеја које се добијају посредством чула и урођених идеја. Декарт претпоставља да постоје три урођене идеје и да су то идеје о Богу, материји и уму. Декартови аргументи о урођености ових идеја засноване су на негативном доказу, односно на чињеници да оне не могу да буду изведене из искуства. Кроз рефлексију (активну манипулацију), урођене идеје учествују у осмишљавању чулних података и пре него што човек постане свестан њиховог смисла.

### Емпиризам Џона Лока
За Локову студију, Оглед о људском разуму, објављену 1960. године, се може рећи да представља прво интегрално разматрање когнитивних процеса у историји филозофије. Централни појам Локове студије је идеја. Под овим појмом Лок подразумева било који објекат свести, све садржаје мисаоних процеса, што је слично појму менталне репрезентације. Идеје кореспондирају с објектима и догађајима у реалном свету. Порекло идеја је у чулном искуству, оним информацијама које човек добија из искуства. Лок прави разлику између идеја, односно онога над чим се обавља мисаони процес и сам процес. Када је реч о једноставним идејама (чулним подацима, људски ум је пасиван. Пошто објекти у реалном свету имају више различитих особина, једноставне идеје, оно што региструју чула, не јављају се изоловано већ у комбинацији. Као што може да разликује једноставне идеје које се јављају заједно, ум може и да споји неколико једноставних идеја у комплексну.
Моћ произвођења идеје Лок назива квалитетом објекта који поседује такву моћ, при чему разликује примарне и секундарне квалитете. Примарни квалитети су неодвојиви од самог објекта, увек су опажени ако је и сам објекат опажен. У примарне квалитете спадају чврстина, простирање, облик и мобилност. За разлику од примарних, секундарни квалитети се односе на могућност објекта да изазове одређене сензације, попут боје, мириса, топлоте итд. Секундарни квалитети не одражавају квалитете самих објеката, они су само знаци догађаја у физичким телима. Лок помиње и терцијарне квалитете, имајући у виду могућност изазивања одређених промена на другим телима.
Питање да ли је знање урођено или стечено је постављено у полемици између емпириста и рационалиста пре више стотина година и остало је актуелно до данашњих дана, не само у филозофији, већ и у психологији. Корени когнитивне психологије јесу у посебној филозофској дисциплини, гносеологији. Највећи број питања постављених везано за когнитивне процесе су постављена још у античко доба, а своју пуну разраду су добила за време емпиризма и рационализма. Данас се она разматрају у оквиру сарадње когнитивних психолога и филозофа који се баве филозофијом ума.